# Марий Аваншский
Марий Аваншский (лат. Marius Aventicensis, фр. Saint Maire d’Avenches; 532—31 декабря 596) — святой, почитаемый Римско-католической церковью, епископ Аванша с 573/574 года, хронист, хроника которого, хотя и весьма краткая, очень точна в фактах и хронологии.

## Биография
Почти все известные нам факты биографии Мария Аваншского содержатся в его рифмованной эпитафии, помещенной в его кафедральной церкви Святого Фирса в Лозанне.
Согласно этому источнику, Марий происходил из богатой галло-римской семьи. В 573 или 574 году он был посвящён в епископы Аванша (лат. Aventicum; в современной Швейцарии), принеся в епархию своё родовое имение — виллу Marcennai (ок. Дижона), ставшую основой благосостояния его кафедры. В 585 году епископ Марий участвовал во Втором Маконском соборе. 24 июня 587 года он освятил в Пейерне построенную на его средства церковь Святой Девы Марии (Notr-Dame a’Payerne). Вскоре после этого центр его епархии, из-за упадка Аванша, был перемещен в Лозанну (некоторое время епископы епархии носили титул «епископ Аванша и Лозанны»).
В эпитафии Марий Аваншский представлен как идеальный епископ: он собственными руками изготавливает драгоценные сосуды для своей церкви, он защитник и благотворитель бедных, проповедник и учёный.
После смерти Мария в Лозанне он почитался как святой (день его памяти отмечался 9 или 12 февраля), а церковь Св. Фирса вскоре получила название «церковь Святого Мария». Современная Католическая церковь отмечает память Мария Аваншского 31 декабря.
В Лозанне в замке, названном в честь святого, находится резиденция правительства кантона Во.

## Хроника
Хроника Мария Аваншского является продолжением хроники Проспера Аквитанского и охватывает период с 455 по 581 год. Хронология сочинения основана на консульских фастах и годах правления императоров Византии.
До 555 года хроника Мария Аваншского почти исключительно основана на перечислении императоров и консулов, однако с этого времени приобретает особую значимость для освещения истории Бургундии и королевств франков, являясь почти единственным современным источником, корректирующим «Историю франков» Григория Турского.

## Издания
На латинском языке:
- Marii Aventicensis episcopi Chronicon. — PL — 1849 — T. LXXII — col. 791—802
- Marii Aventicensis episcopi Chronicon. MGH. AA. — Vol. XI. — Bonnae. — 1894 — T. XI — pp. 225—239

На русском языке:
- Марий Аваншский. Хроника. Восточная литература. — перевод по изданию в MGH 1894 года. Дата обращения: 18 февраля 2011.